# Gemischte Gerichtshöfe in Ägypten

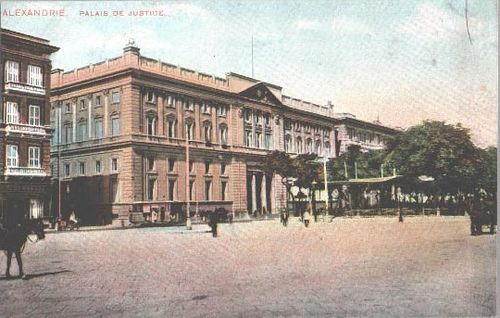
Der Justizpalast in Alexandria, dortiger Sitz der Gemischten Gerichtshöfe, im Jahr 1911

Die Gemischten Gerichtshöfe in Ägypten waren Gerichte in Ägypten während der britischen Herrschaft und der sich daran anschließenden Zeit des Königreichs Ägypten, die vor allem der Verhandlung von zivil- und wirtschaftsrechtlichen Streitfällen zwischen Einheimischen und Ausländern sowie zwischen Ausländern verschiedener Nationalitäten dienten. Eine geplante Zuständigkeit im Bereich des Strafrechts wurde hingegen in der Praxis nicht realisiert. Die aus zwei Instanzen bestehenden Gerichtshöfe waren sowohl mit ausländischen als auch mit einheimischen Richtern besetzt. Sie hatten ihren Sitz in Alexandria, Kairo sowie al-Mansura und existierten von 1876 bis 1949.

## Geschichte
Die Gemischten Gerichtshöfen entstanden in einer Zeit, in der Ägypten durch den Bau des Sueskanals stark verschuldet war und faktisch der Staatsschuldenverwaltung unterstand, die durch den britischen Generalkonsul geleitet wurde. Die Schaffung der Gemischten Gerichtshöfe resultierte dabei aus einer privilegierten Stellung von Ausländern in Ägypten, die auf eine Reihe von Abkommen zwischen dem Osmanischen Reich und verschiedenen europäischen Ländern zurückging. Diese auch als Kapitulationen des Osmanischen Reiches bezeichneten Handelsverträge hatten unter anderem für Ausländer eine nahezu vollständige Immunität vor der ägyptischen Justiz zur Folge. Eine schwerwiegende Folge dieser Verträge waren jedoch große Rechtsunsicherheiten bei Streitfällen zwischen Einheimischen und Ausländern, da aufgrund von Klage und Gegenklage praktisch jeder betroffene Fall in mehreren verschiedenen Rechtssystemen ausgetragen werden musste. Dies verursachte für die Beteiligten hohe Kosten und widersprach außerdem dem Rechtsgrundsatz Actor sequitur forum rei („Der Kläger muss dem Gerichtsstand des Beklagten folgen“).
Ab 1867 kam es deshalb auf Veranlassung des ägyptischen Außenministers und späteren Premierministers Nubar Pascha zu Verhandlungen zwischen der ägyptischen Regierung und den Ländern Deutschland, Österreich, Belgien, Dänemark, Spanien, den Vereinigten Staaten, Frankreich, Großbritannien, Griechenland, Italien, Norwegen, den Niederlanden, Portugal und Russland. Diese führten 1875 zur Unterzeichnung der Charta der Gemischten Gerichtshöfe (Règlement d'Organisation Judiciaire), die daraufhin am 1. Februar des folgenden Jahres ihre Arbeit aufnahmen.  Dies bedeutete die weitgehende Beseitigung der besonderen Rechtsstellung von Ausländern in Ägypten zugunsten einer einheitlichen Rechtsprechung. Als Bestandsdauer der Gemischten Gerichtshöfe wurde eine Zeit von zunächst fünf Jahren festgelegt. Diese Vereinbarung wurde jeweils um weitere fünf Jahre verlängert, bis 1921 nach weiteren Verhandlungen eine unbefristete Dauer vereinbart wurde.
Internationales Aufsehen erregte  der in den Jahren 1933 bis 1935 vor den Gemischten Gerichtshöfen verhandelte Fall Jabès gegen van Meeteren und Safarowsky. Durch den 1937 geschlossenen Vertrag von Montreux zur Abschaffung der vertraglich fixierten Privilegien für Ausländer in Ägypten wurde dann die Einstellung der Gemischten Gerichtshöfe zum 24. Oktober 1949 beschlossen. Die Entfernung des entsprechenden Schriftzuges am Gerichtspalast in Kairo und die Übergabe des Gebäudes an die nationale Justiz wurden zu einem symbolischen Ereignis mit landesweiter Aufmerksamkeit, da das Ende der Gemischten Gerichtshöfe als ein wichtiger Schritt zur Erlangung der vollständigen Souveränität des Landes angesehen wurde.

## Zuständigkeit
Die Zuständigkeit der Gemischten Gerichtshöfe umfasste im Bereich des Zivil- und Handelsrechts alle Fälle auf dem Territorium Ägyptens, an denen als Prozessparteien Einheimische und Ausländer beziehungsweise Ausländer verschiedener Nationalitäten beteiligt waren. Ausgenommen davon waren das Familienrecht sowie Fragen der Staatsangehörigkeit. Die geplante Zuständigkeit auch im Bereich des Strafrechts wurde hingegen nicht umgesetzt, so dass in diesem Bereich auch nach der Schaffung der Gemischten Gerichtshöfe weiterhin sogenannte konsularische Gerichte der jeweiligen Herkunftsländer verantwortlich waren.
Auch Ausländer aus Staaten, die nicht Vertragspartei der Charta waren, hatten das Recht, ihre Fälle von den Gemischten Gerichtshöfen verhandeln zu lassen. Die Richter dehnten darüber hinausgehend ihre Zuständigkeit auch auf Fälle aus, in denen sie lediglich ausländische Interessen betroffen sahen, auch wenn die beteiligten Parteien ausschließlich ägyptische Staatsbürger oder Firmen waren. Des Weiteren wurden unbeteiligte Ausländer teilweise als Strohmann genutzt, um Fälle vor den Gemischten Gerichtshöfen verhandeln zu lassen.

## Rechtsgrundlagen
Als allgemeine Rechtsquellen der Gemischten Gerichtshöfe definierte deren Charta das Naturrecht (französisch Droit naturel) sowie die sogenannte Billigkeit (französisch Équité), also die Beurteilung eines Falls nach dem natürlichen Empfinden für Gerechtigkeit. Dies galt vor allem für Fälle, die durch geschriebenes Recht nicht oder nur unzureichend erfasst waren oder in denen das bestehende Recht nicht eindeutig anwendbar war. Auch im Rahmen der Überarbeitung der Charta im Jahr 1937, die in Vorbereitung der Einstellung des Gemischten Gerichtshöfe erfolgte und unter anderem die Position der ägyptischen Richter stärkte, wurden diese beiden Prinzipien als die wesentlichen Rechtsquellen für solche Situationen beibehalten. In der Praxis basierten die formalen Regularien, die für die Arbeit der Gemischten Gerichtshöfe geschaffen wurden, vor allem auf einer Anpassung der auf dem Römischen Recht beruhenden französischen Rechtstraditionen an die Gegebenheiten in Ägypten.
Entsprechende Gesetzbücher entstanden für die Bereiche Zivilrecht, Zivilprozessrecht, Handelsrecht, Seerecht, Strafrecht und Strafprozessrecht. Aufgrund der Kürze der Zeit, in der sie geschaffen wurden, handelte es sich um gestraffte Zusammenfassungen etablierter europäischer Rechtsnormen, was auch in der deutlich geringeren Zahl an Artikeln im Vergleich zu den entsprechenden französischen oder italienischen Gesetzen zum Ausdruck kam. Aus diesem Grund hatten naturrechtliche Erwägungen und der Grundsatz der Billigkeit in den Entscheidungen der Gemischten Gerichtshöfe eine größere Bedeutung als in anderen Rechtsordnungen. Eine solche Betonung dieser beiden Prinzipien als formale Grundlage der Rechtsprechung und als alleinige Entscheidungsbasis in bestimmten Fällen gilt als einmalig in der modernen Rechtsgeschichte.

## Organisation und Arbeitsweise
Die erste Instanz der Gemischten Gerichtshöfe bildeten drei als Tribunal Mixte bezeichnete Gerichte in Alexandria, Kairo und al-Mansura, das Cour d'Appel Mixte genannte Appellationsgericht hatte seinen Sitz in Alexandria. Die Gesamtzahl der Richter an allen vier Gerichten betrug ursprünglich 32 und stieg später auf rund 70 in den 1930er Jahren. Zwei Drittel waren ausländische Juristen, ein Drittel einheimische Richter. Ernannt wurden sie auf Lebenszeit durch die ägyptische Regierung auf der Basis von Nominierungen durch die jeweiligen ausländischen Mächte. Ihre Amtszeit war nur durch die bis 1921 bestehende Fünfjahresbefristung der Gerichtshöfe eingeschränkt.
Während der Anteil der ausländischen Richter an der Gesamtzahl durch die Charta vertraglich festgelegt war, bestanden keine konkreten Regelungen hinsichtlich der Verteilung auf die einzelnen Länder. In der Praxis war jedoch jeder der Vertragsstaaten an jedem der drei erstinstanzlichen Gerichte mit mindestens einem Richter vertreten. Die konkrete Besetzung und Verteilung wurde durch die entsprechenden Länder auf diplomatischem Wege ausgehandelt. Dabei wurden zum Teil auch Juristen aus Ländern ernannt, die nicht Vertragspartei der Charta waren. Alleinige Amtssprache für alle Verhandlungen, Entscheidungen und sonstigen Dokumente war Französisch. Die Amtstracht der Richter entsprach hingegen der ihrer jeweiligen Herkunftsländer.